# Nicolaus Blankenhorn-Krafft

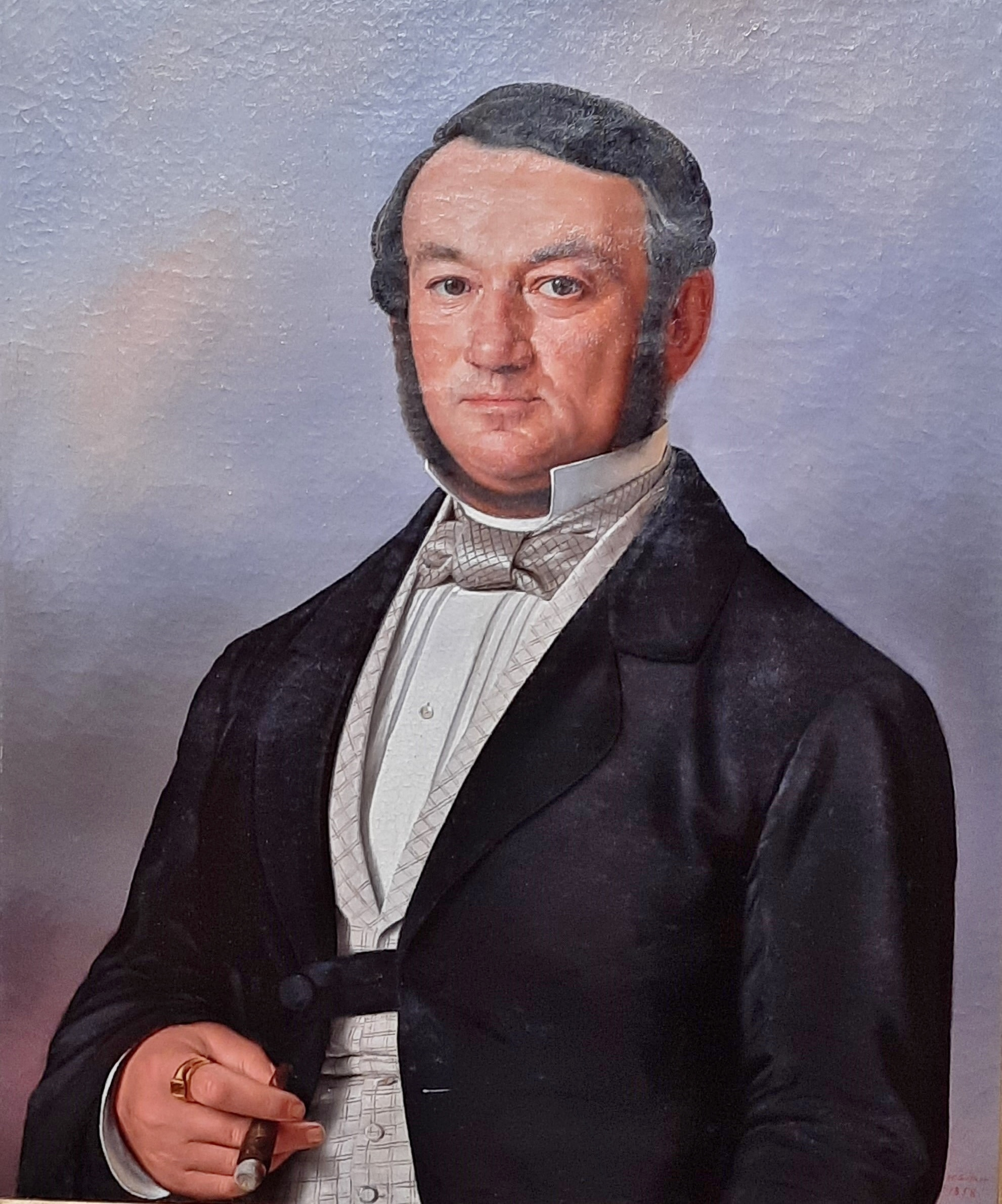
Nikolaus Blankenhorn-Krafft

Nicolaus Blankenhorn-Krafft (* 6. August 1810 in Müllheim im Markgräflerland; † 10. September 1860 ebenda) war Gutsbesitzer, Bürgermeister von Müllheim im Markgräflerland und langjähriges Mitglied der zweiten Kammer der Badischen Ständeversammlung.

## Leben
Blankenhorn war der Sohn des langjährigen Müllheimer Bürgermeisters Nicolaus Blankenhorn (1784–1840) und dessen Ehefrau Marie Elisabeth geb. Fischer. 1834 heiratete er Maria Krafft und fügte seinem Namen den seiner Frau hinzu.
Nach dem Besuch der Volks- und Lateinschule in Müllheim setzte Blankenhorn seine Ausbildung in der Romandie fort. Beim Basler Bankier Jean Merian-Fortcart erhielt er danach eine kaufmännische Ausbildung und schrieb sich schließlich 1830 an der philosophischen Fakultät der  Universität Heidelberg ein. Seit 1834 betätigte er sich als Gutsbesitzer und war im Weinanbau und Weinhandel tätig. In Müllheim war er an der Einrichtung eines Krankenhauses und einer Sparkasse beteiligt.
Am 5. April 1848 gelang es Blankenhorn zusammen mit dem Regierungskommissär Johann Nepomuk Fromherz nach gewaltsamen Ausschreitung gegen Juden in Müllheim die Ordnung mit einer Bürgerwehr von 300 Mann wieder herzustellen.
1841 wurde er im Wahlbezirk des Amtes Müllheim (Ämterwahlbezirk 10) als Nachfolger seines Vaters in die zweite Kammer der Badischen Ständeversammlung gewählt und vertrat diesen Amtsbezirk bis zu seinem Tode. Er gehörte zu den gemäßigt liberalen Abgeordneten. „In der Kammer genoss er die Achtung aller Parteien und war durch sein Ansehen oft in der Lage, mit Erfolg zwischen weit auseinanderstrebenden Anschauungen zu vermitteln.“
Sein Nachfolger in der Kammer wurde der Müllheimer Bürgermeister Johann Heidenreich.
1848 war Blankenhorn eines der 72 badischen Mitglieder im Vorparlament, das vom 31. März bis zum 4. April 1848 in der Frankfurter Paulskirche tagte. Blankenhorn wurde zu einem der acht Sekretäre der Versammlung gewählt und war damit mitverantwortlich für die Feststellung der Abstimmungsergebnisse. In seinem eigenen Abstimmverhalten hielt er sich an die Mehrheit, die die Anträge von Gustav Struve und Friedrich Hecker ablehnte und damit deren zeitweisen Auszug aus dem Vorparlament veranlasste. Letztlich führte deren Abstimmungsniederlage zum ersten badischen Aufstand im April 1848. Bei den Wahlen zur Frankfurter Nationalversammlung kandidierte Blankenhorn im badischen Wahlkreis VI – Schönau (zu dem auch Müllheim gehörte) und verlor deutlich bei der indirekten Wahl durch Wahlmänner gegen Johann Adam von Itzstein, der zur demokratischen Linken gehörte. Da Itzstein aber das Mandat im Wahlkreis Bretten annahm, kam es zu einer Nachwahl die der Liberale Ernst Friedrich Gottschalk gewann.
Während des Struve-Putsches wurde Blankenhorn am 23. September 1848 wegen seiner bekannten antirepublikanischen Grundsätze kurzfristig verhaftet. Durch Zahlung einer Kaution von 1000 Gulden (fl.) konnte er sich aus der Haft auslösen und wurde unter Bewachung gestellt.

## Trivia

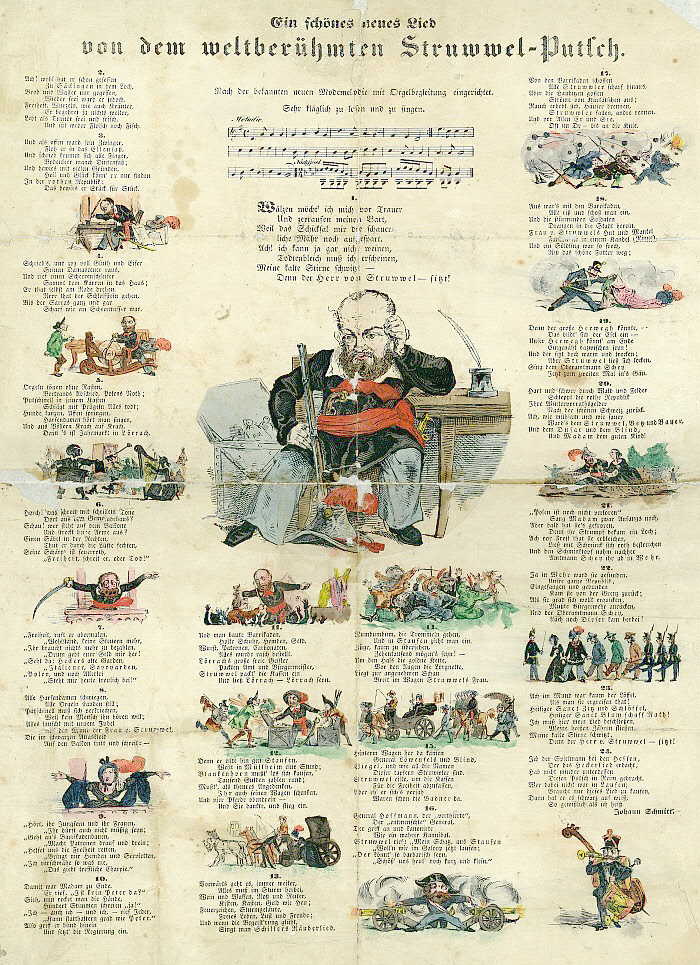
Lied vom Struwwel-Putsch

Im 12. Vers des Spottliedes Ein schönes neues Lied von dem weltberühmten Struwwel-Putsch wird die Müllheimer Episode vom 23. September 1848 skizziert:
Dann er eilte hin gen Staufen,

weilt in Müllheim eine Stund,

Blankenhorn mußt’ los sich kaufen,

Tausend Gulden zahlen rund;

Mußt’ als teueres Gedenken

Ihr auch seinen Wagen schenken, *

und vier Pferde obendrein.

Und sie dankte, und stieg ein.